# つ・よ・が・り
「つ・よ・が・り」は米米CLUBの31枚目のシングル。2008年6月4日に発売された。発売元はSony Music Records。

## 概要
前作「WE ARE MUSIC!」から10か月振りの新曲。初回生産限定盤と通常盤の2形態で発売。初回生産限定盤は表題曲のミュージック・ビデオを収録したDVDが付属。TBS系ドラマ『猟奇的な彼女』の主題歌である。米米CLUBがTBS系ドラマの主題歌を担当するのは、1996年の『海の向こうで暮らしてみれば』以来となる。

## 収録曲
1. つ・よ・が・り
  - 作詞・ 作曲・編曲：米米CLUB
  - TBS系ドラマ『猟奇的な彼女』主題歌
2. 俺たちの想い
  - 作詞・作曲・編曲：米米CLUB
  - シルク・ドゥ・ソレイユ来日公演「ダイハツ ドラリオン」2007年冬のイメージソング[1]
3. つ・よ・が・り piano version
  - 作曲・編曲：米米CLUB
4. つ・よ・が・り (instrumental)
5. 俺たちの想い (instrumental)